# São Francisco do Penedos fästning
São Francisco do Penedos fästning (portugisiska: Forte de São Francisco do Penedo) är en fästning i Angolas huvudstad Luanda. Fästningen uppfördes mellan 1765 och 1766 för att skydda inloppet till Luandas hamn och underlätta upprätthållandet av slavhandeln. 1996 blev fästningen uppsatt på Angolas tentativa världsarvslista.